# IV. konstitutionelle Regierung Osttimors

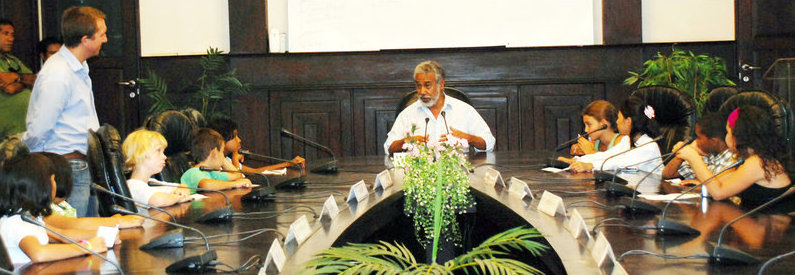
Schulkinder besuchen Premierminister Gusmão im Kabinettssaal

Die IV. konstitutionelle Regierung Osttimors (IV Constitutional Government) war die vierte Regierung Osttimors seit der Entlassung Osttimors in die Unabhängigkeit am 20. Mai 2002. Premierminister Xanana Gusmão regierte mit seiner „Aliança da Maioria Parlamentar AMP“ (Allianz der Parlamentarischen Mehrheit) vom 8. August 2007 bis zum 8. August 2012 und damit als erster Premierminister eine gesamte Legislaturperiode bis zu den regulären Neuwahlen 2012.

## Geschichte

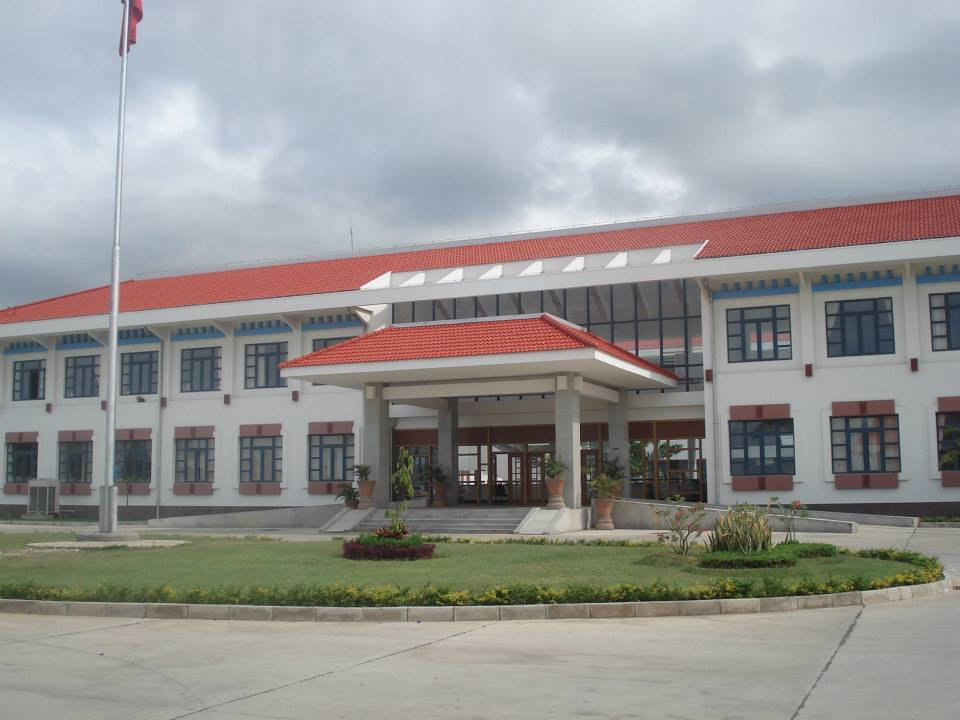
Außenministerium

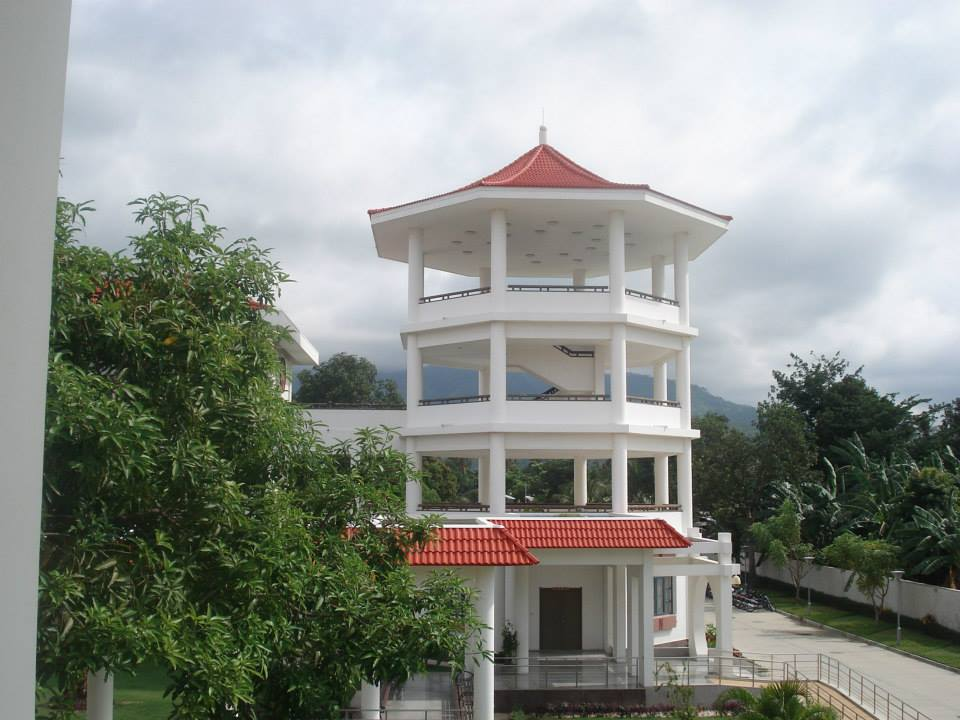
Außenministerium

Staatssekretariat für Kultur Osttimors

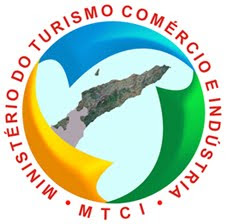
Ministerium für Tourismus, Handel und Industrie

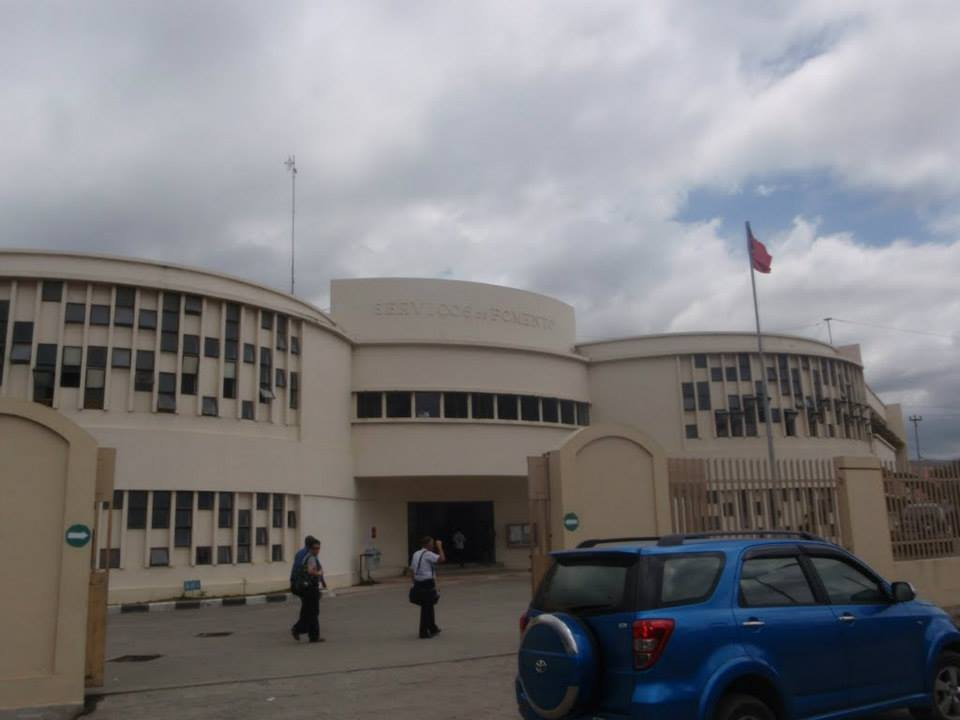
Wirtschaftsministerium

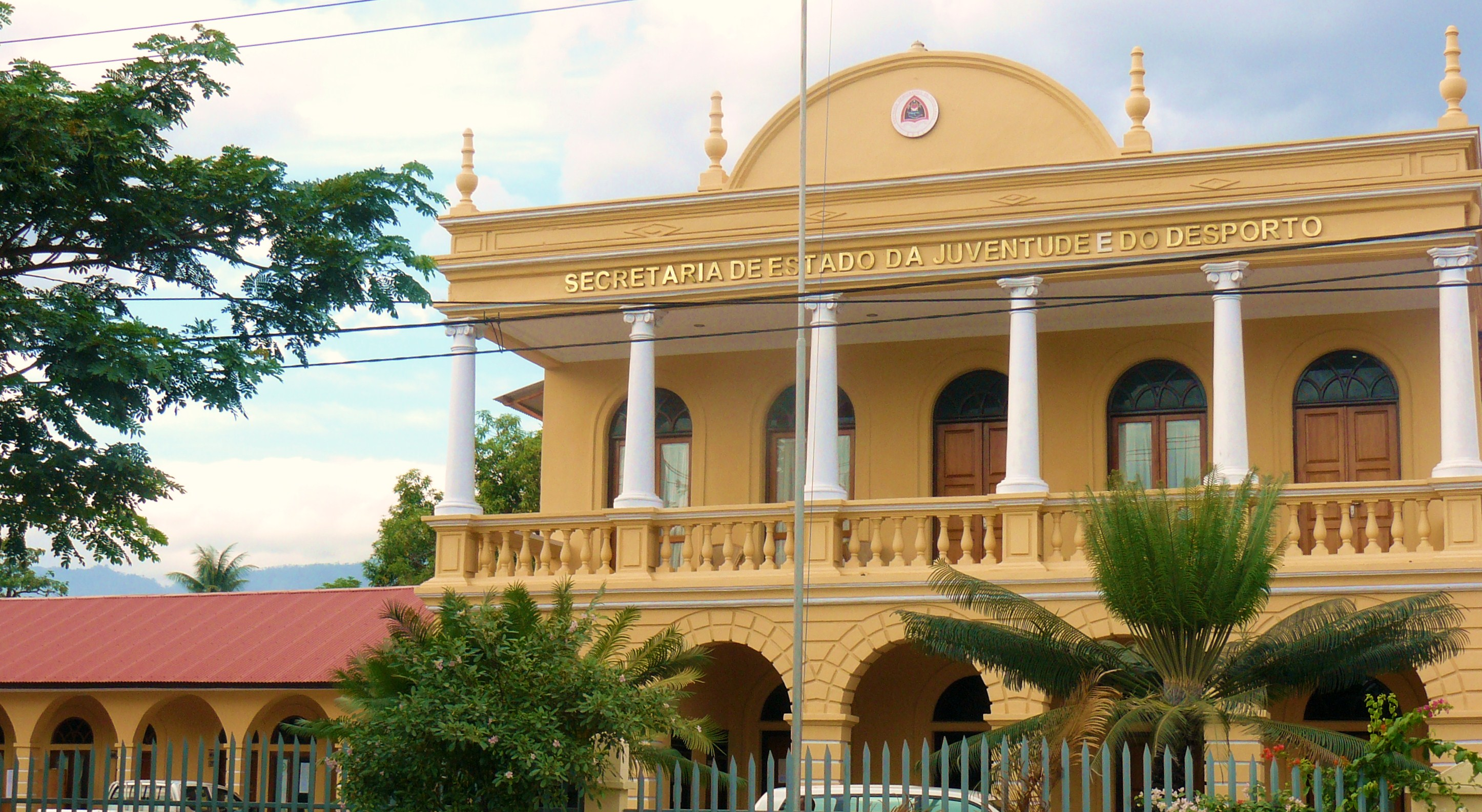
Staatssekretariat für Jugend und Sport

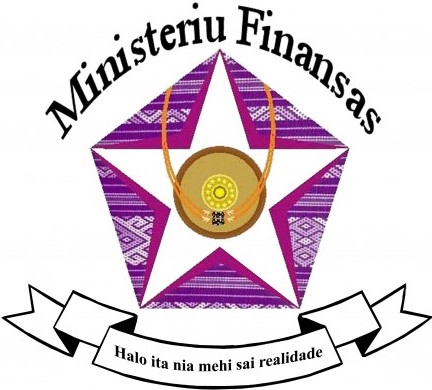
Logo des Finanzministeriums Osttimors

Nach den Parlamentswahlen am 30. Juni 2007 wurde Xanana Gusmão am 8. August 2007 als Nachfolger von Estanislau da Silva vereidigt. Die FRETILIN war nach den Wahlen zwar wieder die stärkste Partei im Parlament, aber sie verlor ihre absolute Mehrheit. Die Regierungskoalition AMP aus Gusmãos Congresso Nacional da Reconstrução Timorense CNRT, der Coligação Associação Social-Democrata de Timor ASDT/Partido Social Democrata PSD und der Partido Democrático PD übernahm die Regierung, auch wenn die FRETILIN während der gesamten Legislaturperiode der Regierung vorwarf, es würde der Verfassung widersprechen, wenn nicht die stärkste Partei im Parlament die Regierung führt.
Xanana Gusmão behielt die für Osttimor wichtigen Ministerämter für Verteidigung und Natürliche Ressourcen in seinen Händen. Staatssekretär für Verteidigung wurde Júlio Tomás Pinto, Staatssekretär für Natürliche Ressourcen war Alfredo Pires. Die ersten Regierungsmitglieder wurden am 8. August 2007 vereidigt, die letzten am 30. August. Ungewöhnlich war die Berufung von Avelino Coelho da Silva, dem Generalsekretär der Partido Socialista de Timor PST, als Staatssekretär für Energiepolitik, obwohl seine Partei bei den Wahlen an der Drei-Prozenthürde gescheitert war. Der neue stellvertretende Premierminister José Luís Guterres hatte bis zur Wahl noch versucht innerhalb der FRETILIN eine Reformbewegung gegen Partei-Generalsekretär Marí Alkatiri zu führen, musste aber nach der Wahl die Partei verlassen. Seine Ernennung wurde als Angebot an die Reformer der FRETILIN Mudança gesehen, sich an der Regierung zu beteiligen. Nach der Regierungsbildung wurde mehreren FRETILIN-Angehörige weitere Posten angeboten, doch die Parteiführung lehnte eine Beteiligung in der aus ihrer Sicht illegalen Regierung ab, solange sie nicht den Premierminister stellt. 2011 gründete Guterres mit anderen Reformern mit der Frenti-Mudança eine eigene Partei.
Am 11. Februar 2008 griffen Rebellen beim Attentat in Dili Staatspräsident José Ramos-Horta und Premierminister Gusmão an. Ramos-Horta wurde schwer verletzt, Gusmão entkam unverletzt. Da der Rebellenführer Alfredo Alves Reinado, genauso wie ein anderer Angreifer, bei dem Attentat selbst ums Leben kamen, brach die Rebellengruppe, die seit den Unruhen in Osttimor 2006 bestand innerhalb weniger Wochen zusammen.
Bei einem Parteitag Anfang 2008 entschied sich die ASDT ihre Vertreter in der Regierung, Tourismusminister Gil da Costa Alves und Staatssekretär für Umwelt Abílo de Deus de Jesus Lima, zu entlassen. Sie beschuldigte beide Politiker der Korruption, zu großer Nähe zum indonesischen Militär und Wirtschaft und dass sie nicht die Ideologie der ASDT repräsentieren würden. Premierminister Gusmão weigerte sich die beiden zu entlassen, worauf Anfang Mai die ASDT eine Vereinbarung mit der FRETILIN über eine zukünftige Zusammenarbeit unterzeichnete. Allerdings kam es dazu nicht. Am 13. Mai 2008 schloss sich die UNDERTIM der Regierungskoalition an. Mit ihren beiden Abgeordneten hätte die AMP auch dann noch die absolute Mehrheit im Parlament, wenn die ASDT mit ihren fünf aus der Koalition ausgeschieden wäre.
Papito Monteiro (PSD) gab aus gesundheitlichen Gründen Ende 2008 sein Amt als Staatssekretär für ländliche Entwicklung und Kooperativen auf. Ihm sollte ein anderes Mitglied der PSD folgen, der Posten wurde aber nicht mehr besetzt.
Vom 22. Januar 2009 bis zum 6. September 2010 war Mário Viegas Carrascalão (PSD) zweiter stellvertretender Premierminister. Am 18. März 2009 wechselte Rui Manuel Hanjam seinen Bereich als Vizeminister von Wirtschaft und Entwicklung zu Finanzen. Neuer Vizeminister für Wirtschaft und Entwicklung wurde Cristiano da Costa (UNDERTIM). Außerdem wurde José Manuel Carrascalão (ASDT) 2009 Vizeminister für Infrastruktur.
Am 8. Februar 2010 verstarb der Staatssekretär für Fischerei Eduardo de Carvalho (PD). Im September 2010 wurden der stellvertretende Premierminister Guterres und Außenminister Costa wegen Amtsmissbrauch und Korruption von der Staatsanwaltschaft angeklagt und daraufhin von Premierminister Gusmão und dem Parlament von ihren Ämtern vorläufig suspendiert. Als stellvertretender Außenminister wurde am 25. Oktober 2010 Alberto Carlos vereidigt. Am 25. November wies das Distriktsgericht von Dili alle Vorwürfe gegen Zacarias da Costa zurück.
2011 ernannte Premierminister Gusmão Emília Pires zu seiner Vertreterin, während er vom 1. bis zum 11. März auf Dienstreise im Ausland war. Am 9. Mai 2011 wurde Guterres von den Anschuldigungen durch das Gericht freigesprochen. Dafür kamen wenige Monate später neue Vorwürfe gegen die Ministerinnen Emília Pires (Finanzen), Lúcia Lobato (Justiz, PSD) und Arcângelo Leite (Staatsadministration) auf. Justizministerin Lobato wurde im März 2012 für die Dauer der Gerichtsverhandlung suspendiert. Als amtierender Justizminister wurde Ivo Jorge Valente eingesetzt. Am 8. Juni wurde Lobato wegen Fondmissmanagement zu fünf Jahren Gefängnis verurteilt.

## Mitglieder der Regierung
| Regierung Gusmão 8. August 2007 – 8. August 2012      |                                                   | |
| Foto                                                  | Name                                              | Posten |
| Xanana Gusmão                                         | Xanana Gusmão (CNRT)                              | Premierminister, Minister für Verteidigung und Sicherheit, Minister für Natürliche Ressourcen, Mineralien und Energie |
| José Luís Guterres, stellvertretender Premierminister | José Luís Guterres (Frenti-Mudança)               | stellvertretender Premierminister                                                                                     |
| Mário Carrascalão                                     | Mário Carrascalão                                 | zweiter stellvertretender Premierminister (2009–2010)                                                                 |
| Minister                                              |                                                   | |
| Lúcia Lobato, Ministerin für Justiz                   | Lúcia Lobato (PSD)                                | Justizministerin (2012 suspendiert)                                                                                   |
| Ivo Jorge Valente                                     | Ivo Jorge Valente (CNRT)                          | Vizeminister für Justiz (2010–2012) Minister für Justiz (ab 2012 amtierend)                                           |
| Nélson Martins (2020)                                 | Nélson Martins (parteilos)                        | Minister für Gesundheit                                                                                               |
| João Câncio Freitas                                   | João Câncio Freitas (parteilos)                   | Minister für Bildung und Kultur                                                                                       |
| Mariano Sabino Lopes                                  | Mariano Assanami Sabino Lopes (PD)                | Minister für Landwirtschaft, Forstwirtschaft und Fischerei                                                            |
|                                                       | Pedro Lay (parteilos)                             | Minister für Infrastruktur                                                                                            |
| Emília Pires                                          | Emília Pires (parteilos)                          | Ministerin für Planung und Finanzen                                                                                   |
| Arcângelo Leite (2019)                                | Arcângelo Leite (PD)                              | Minister für Staatsadministration                                                                                     |
| Zacarias Albano da Costa, Minister für Äußeres        | Zacarias Albano da Costa (PSD)                    | Minister für Äußeres                                                                                                  |
|                                                       | João Joy Mendes Gonçalves (PSD)                   | Minister für Wirtschaft und Entwicklung                                                                               |
| Maria Domingas Alves                                  | Maria Micató Domingas Fernandes Alves (parteilos) | Ministerin für Soziale Solidarität                                                                                    |
| Gil da Costa Alves                                    | Gil da Costa Alves (ASDT)                         | Minister für Tourismus, Handel und Industrie                                                                          |
| Vizeminister                                          |                                                   | |
|                                                       | Maria Madalena Fernandes Hanjam Costa Soares      | Vizeministerin für Gesundheit                                                                                         |
| Paulo Assis Belo                                      | Paulo Assis Belo (PD)                             | Vizeminister für Bildung                                                                                              |
|                                                       | Cristiano da Costa (UNDERTIM)                     | Vizeminister für Wirtschaft und Entwicklung (seit 18. März 2009)                                                      |
|                                                       | Rui Manuel Hanjam (PD)                            | Vizeminister für Finanzen (bis 18. März 2009 Vizeminister für Wirtschaft und Entwicklung)                             |
| José Manuel Carrascalão                               | José Manuel Castela Viegas Carrascalão (ASDT)     | Vizeminister für Infrastruktur (seit 2009)                                                                            |
| Alberto Carlos                                        | Alberto Xavier Pereira Carlos (?)                 | Vizeminister für Äußeres (seit 25. Oktober 2010)                                                                      |
| Staatssekretäre                                       |                                                   | |
| Ágio Pereira                                          | Hermenegildo Ágio Pereira (CNRT)                  | Staatssekretär für den Ministerrat und Regierungssprecher                                                             |
|                                                       | Júlio Tomás Pinto (CNRT)                          | Staatssekretär für Verteidigung                                                                                       |
|                                                       | Alfredo Pires (CNRT)                              | Staatssekretär für Natürliche Ressourcen                                                                              |
| Miguel Manetelu (2017)                                | Miguel Marques Gonçalves Manetelu                 | Staatssekretär für Jugend und Sport                                                                                   |
| Idelta Maria Rodrigues (2019)                         | Idelta Maria Rodrigues (CNRT)                     | Staatssekretärin für Gleichstellung                                                                                   |
|                                                       | Abílo de Deus de Jesus Lima (ASDT)                | Staatssekretär für Umwelt                                                                                             |
| Jacinto Rigoberto                                     | Jacinto Rigoberto Gomes de Deus (CNRT)            | Staatssekretär für Sozialhilfe und Naturkatastrophen                                                                  |
|                                                       | Eduardo de Carvalho (PD)                          | Staatssekretär für Fischerei († 8. Februar 2010)                                                                      |
|                                                       | Valentino Varela (CNRT)                           | Staatssekretär für Viehzucht                                                                                          |
|                                                       | Papito Monteiro (PSD, bis 2008)                   | Staatssekretär für ländliche Entwicklung                                                                              |
|                                                       | Mário Nicolau dos Reis (PD)                       | Staatssekretär für Angelegenheiten der Veteranen der nationalen Befreiung (dem Sozialminister unterstellt)            |
|                                                       | Domingos dos Santos Caeiro (PD)                   | Staatssekretär für den öffentlichen Dienst                                                                            |
| Virgílio Simith                                       | Virgílio Simith (CNRT)                            | Staatssekretär für Kultur                                                                                             |
|                                                       | Francisco da Costa Guterres (parteilos)           | Staatssekretär für Sicherheit                                                                                         |
|                                                       | Vítor da Costa (CNRT)                             | Staatssekretär für soziale Sicherheit                                                                                 |
|                                                       | Florindo Pereira (PD)                             | Staatssekretär für Verwaltungsreform                                                                                  |
| Bendito Freitas (2015)                                | Bendito dos Santos Freitas (CNRT)                 | Staatssekretär für berufliche Entwicklung                                                                             |
|                                                       | Jorge da Conceição Teme (Frenti-Mudança)          | Staatssekretär für die autonome Region Oécussi                                                                        |
|                                                       | Januário da Costa Pereira (CNRT)                  | Staatssekretär für Elektrizität, Wasser und Urbanisation                                                              |
|                                                       | Marcos da Cruz (PD)                               | Staatssekretär für Land- und Forstwirtschaft                                                                          |
| Avelino Coelho da Silva                               | Avelino Maria Coelho da Silva                     | Staatssekretär für Energiepolitik                                                                                     |